# Couronne du grand-duché de Toscane
La couronne du grand-duché de Toscane (en italien : corona del Granducato di Toscana) était une couronne appartenant aux Médicis en tant que grands-ducs de Toscane. Elle fut conçue spécialement par le pape Pie V pour le couronnement de Cosme Ier de Toscane en 1570.

## Histoire
En 1537, l'assassinat d'Alexandre de Médicis, premier duc de Florence mort sans descendance, ouvre de nouvelles perspectives au jeune Cosme de Médicis. Provenant d'une branche cadette, sa légitimité se trouve contestée par certains républicains. Après une brève mais difficile négociation, il est désigné comme successeur par les sénateurs florentins mais se voit contraint de jurer fidélité aux lois de la ville. Miné dans sa position par les luttes de pouvoirs, mal accepté par la France, l'Espagne et la papauté, Cosme va chercher à établir une réelle dynastie souveraine et à renforcer ses minces prétentions dynastiques.

Après de multiples manœuvres pour fortifier sa position, il obtient enfin satisfaction. Par un bulle du 24 août 1569, le pape Pie V concède à Cosme le titre de grand-duc de Toscane. Ce titre grand-ducal, inédit en Italie, permettait à la fois de légitimer la dynastie des Médicis, de donner une plus grande latitude d'indépendance, mais aussi de renforcer l'audience et la publicité de politiques matrimoniales auprès de grandes cours européennes. Devenu Cosme Ier de Toscane, il se rend à Rome pour se faire couronner par le pape le 5 mars 1570.

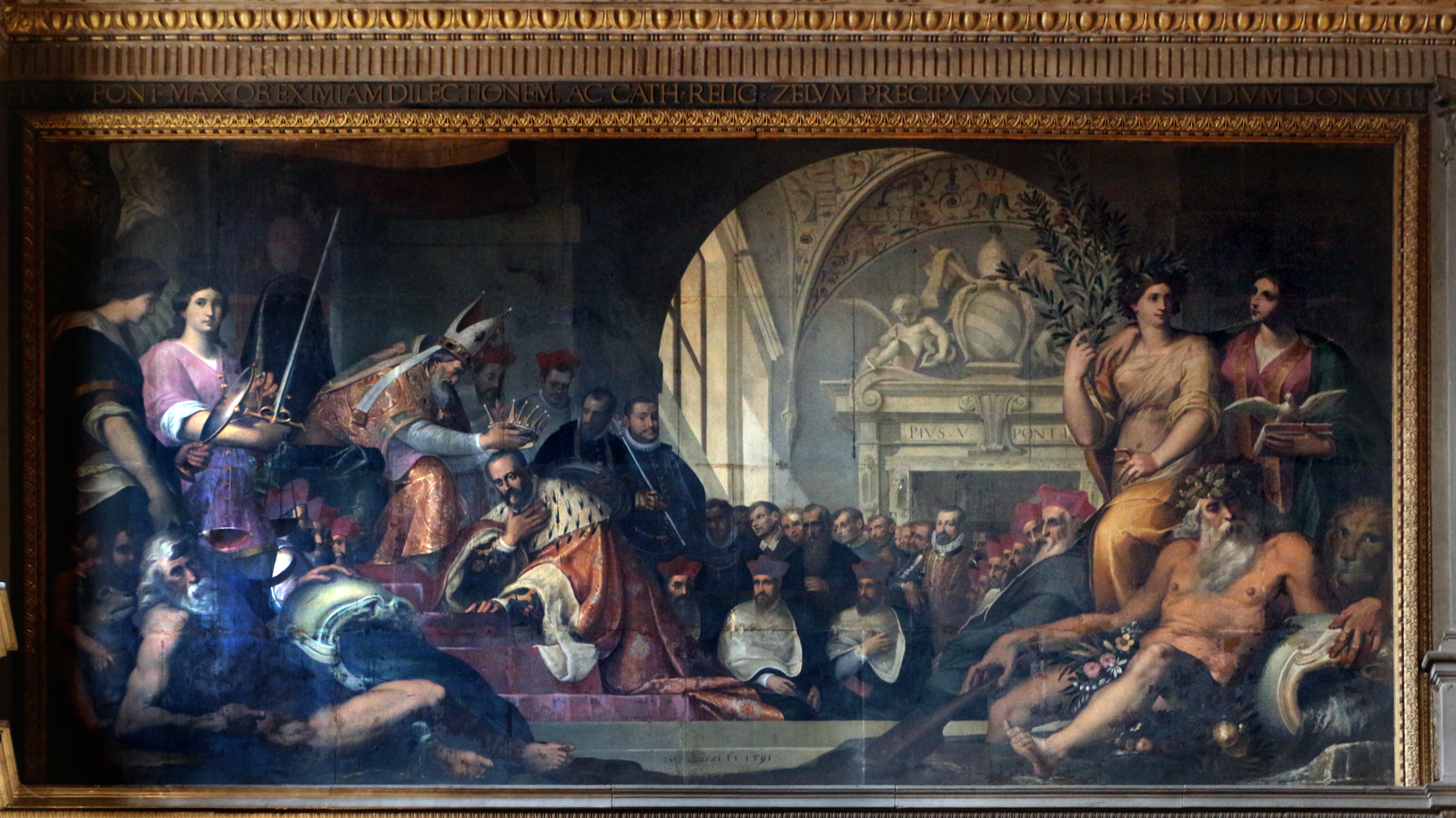
Pie V couronnant Cosme de Médicis grand-duc de Toscane, par Jacopo Ligozzi (1591)

Cette cérémonie, brisant de nombreuses conventions cérémonielles européennes, scandalise la diplomatie européenne. Voyant l'entrée de Cosme Ier dans la ville encadré par deux cardinaux (privilège réservée aux rois) et la cérémonie où le nouveau grand-duc s'assoit au côté du pape (acte réservé aux rois et empereurs), plusieurs ambassadeurs étrangers quittent la salle, montrant bien le refus pour les monarques de donner crédit aux aspirations médicéennes. Ce n'est qu'en 1575 que l'Espagne reconnaitra le titre de grand-duc de Toscane, et en 1590 que le titre de grand-prince sera accordé à l'héritier, fixant ainsi une titulature précise.

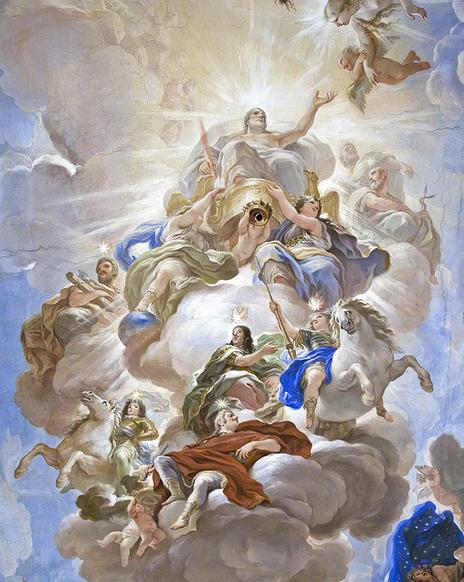
Détail de L'apothéose des Médicis par Luca Giordano (vers 1682). La couronne grand-ducale est soutenue par des chérubins au-dessus de Ferdinand II de Médicis

À partir de ce moment, la figure de la couronne grand-ducale va être fixée sur de très nombreux supports (portraits, fresques, gravures,...) par la demande même des Médicis. Les arts devaient venir compenser la jeunesse de la dynastie en lui donnant une image de richesse et de puissance, tant aux yeux des sujets que des autres monarques européens. Les grands-ducs de Toscane seront ainsi souvent représentés en portraits avec tous les attributs de leur souveraineté : la couronne, le sceptre, le manteau d'hermine et les ornements de grand-maître de l'ordre de Saint-Étienne.
En 1737, Jean-Gaston de Médicis, 7ème grand-duc de Toscane, s'éteint sans héritier. Un accord est conclu entre les grandes puissances et donne le titre grand-ducal à  François de Lorraine, époux de la future impératrice Marie-Thérèse. Le titre restera dans la maison de Habsbourg-Lorraine jusque 1860, année de l'unification italienne. Cependant, les propriétés des Médicis qui comprenaient à la fois d'immenses collections d'arts, des palais ainsi que des bijoux (y compris la couronne) restèrent la possession d'Anne-Marie-Louise de Médicis, sœur de Jean-Gaston, jusqu'à ce qu'un contrat entre elle et le nouveau grand-duc accorde à ce dernier les possessions des Médicis à condition que les collections "restent dans la cité, pour le plaisir du Public et pour attirer la curiosité des étrangers". Cet acte permettait ainsi de préserver le patrimoine artistique florentin d'un dispersement presque certain. 
Au vu des événements, il parait probable que la couronne grand-ducale ait été ramenée à Vienne, et il est ensuite possible que les pierres aient été enlevées puis les métaux fondus. Ainsi, malgré l'existence de plusieurs versions de la couronne, aucune n'est parvenue jusqu'à nous. Seules les couronnes funéraires, placées auprès des dépouilles des Médicis, ont pu être retrouvées lors de fouilles.

## Description

### Ancienne couronne

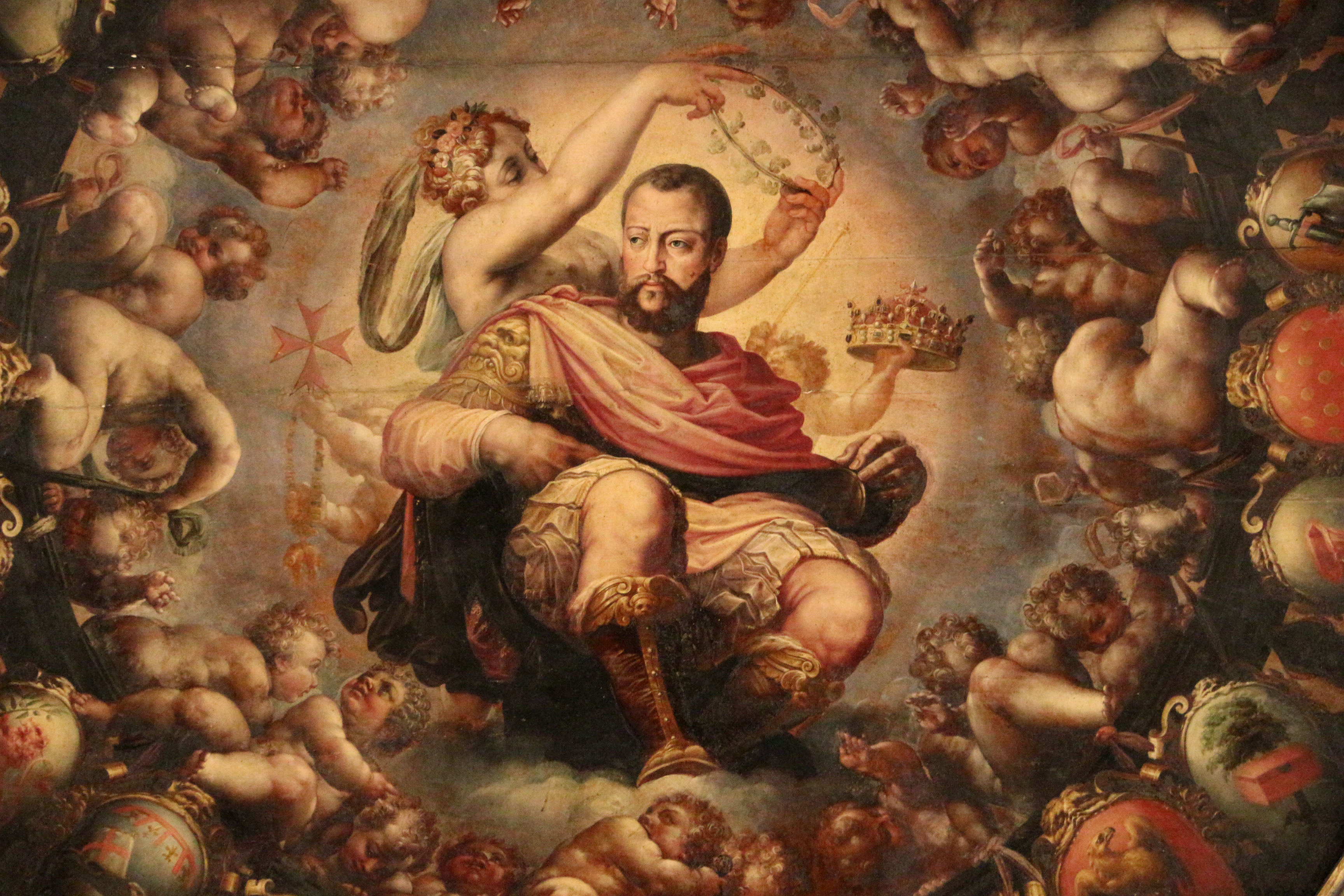
L'apothéose de Cosme I^{er} par Giorgio Vasari (1565)

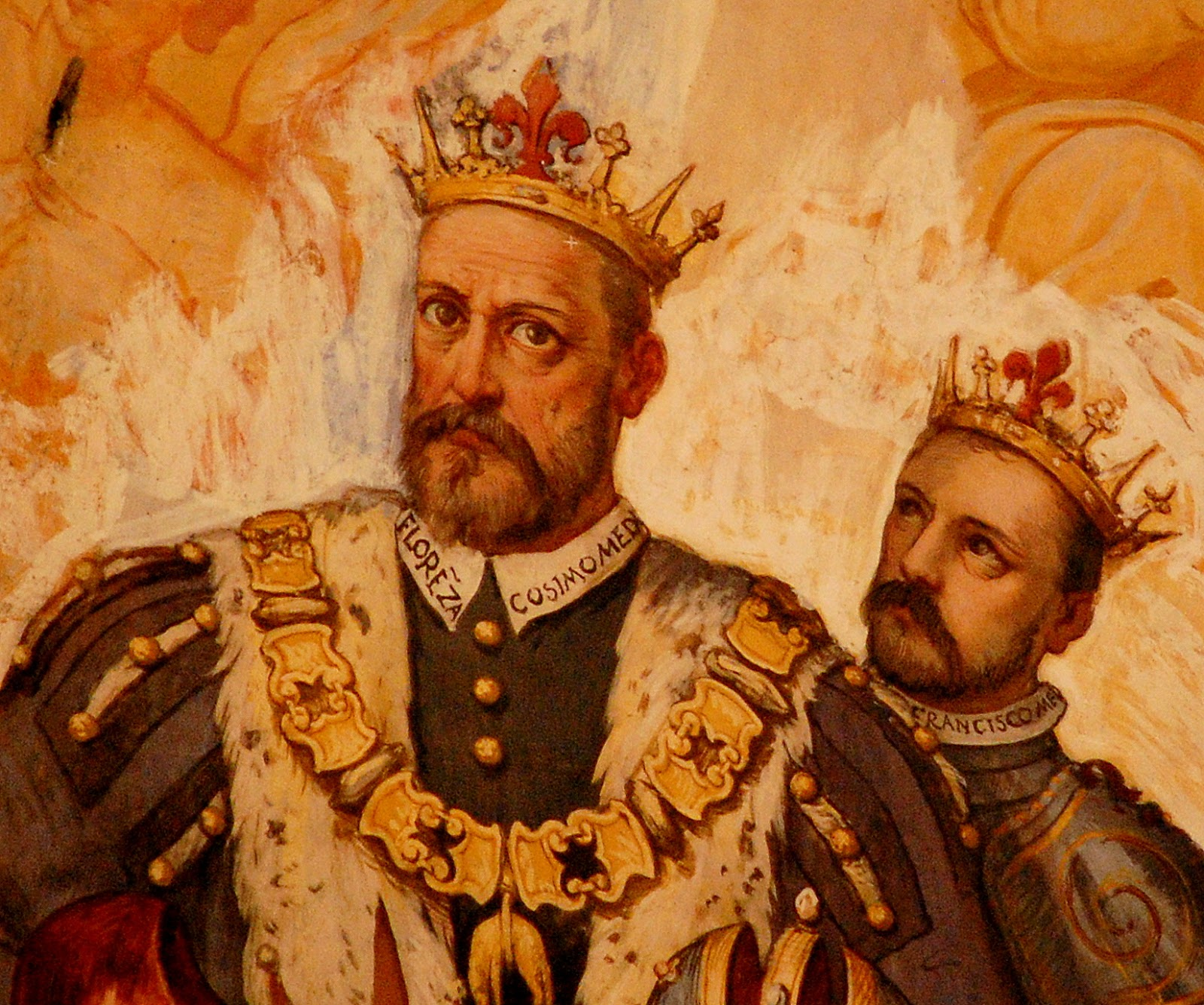
Portraits de Cosme I^{er} et François Ier de Médicis ceints de la couronne grand-ducale, par Federico Zuccari

Par la bulle d'investiture de 1569, Pie V détaille clairement dans un dessin la forme de la couronne que ceindra Cosme Ier. Pour éviter de froisser encore plus l'orgueil des monarques européens, il s'agit d'une couronne rayonnante (c'est-à-dire comportant des pointes semblables à des rayons) permettant de maintenir la distinction entre les couronnes ducales ouvertes et les couronnes fermées, ces dernières étant réservées en théorie aux rois et aux empereurs. Cela contrarie les volontés de Cosme Ier (qui aurait désiré un vrai symbole royal, comme le montre une fresque de 1565 qu'il commande à Giorgio Vasari). C'est cette couronne qui sert lors de la cérémonie de 1570, et est d'ailleurs accompagnée d'un sceptre arborant lui aussi un lys rouge, ainsi que d'un manteau en brocart d'or couvert d'hermine.
L'objet comporte ainsi 19 rayons alternativement en or ou en argent avec diverses pierres précieuses et ornements. Au centre, l'élément distinctif de cette couronne est un grand lys florentin émaillé de rouge, rappelant une idée de continuation de la république de Florence sous un principat. Constellée de perles, d'émeraudes et de cordiérites, on y trouve aussi un camée en onyx montrant une représentation du fleuve Arno. Une inscription ciselée sur le pourtour de la couronne déclare "PIE V. PONT. MAX.OB EXIMIAM DILECTIONEM AC CATHOLICAE RELIGIONIS ZELUM PRAECIPUUMQUE IUSTITIAE STUDIUM DONAVIT" (Le pape Pie V en fait don pour le zèle exceptionnel envers la religion catholique et pour l'amour très particulier de la Justice).
En 1575, après la reconnaissance de la souveraineté des Médicis par Philippe II, François Ier commande à l'orfèvre Jacques Bylivelt une couronne plus somptueuse que la précédente, pour renforcer la légitimité de la dignité grand-ducale. L'aspect de cette couronne, respectant la forme de la précédente, peut être admiré sur le portrait de Christine de Lorraine par Scipione Pulzone.
En 2020, dans le cadre de l'exposition "Dans le palais de Cosme. Le symboles du pouvoir" au Palazzo Vecchio, l'orfèvre Paolo Penko réalise une reconstitution précise de la couronne de 1569 après de longues recherches iconographiques,.

### Nouvelle couronne

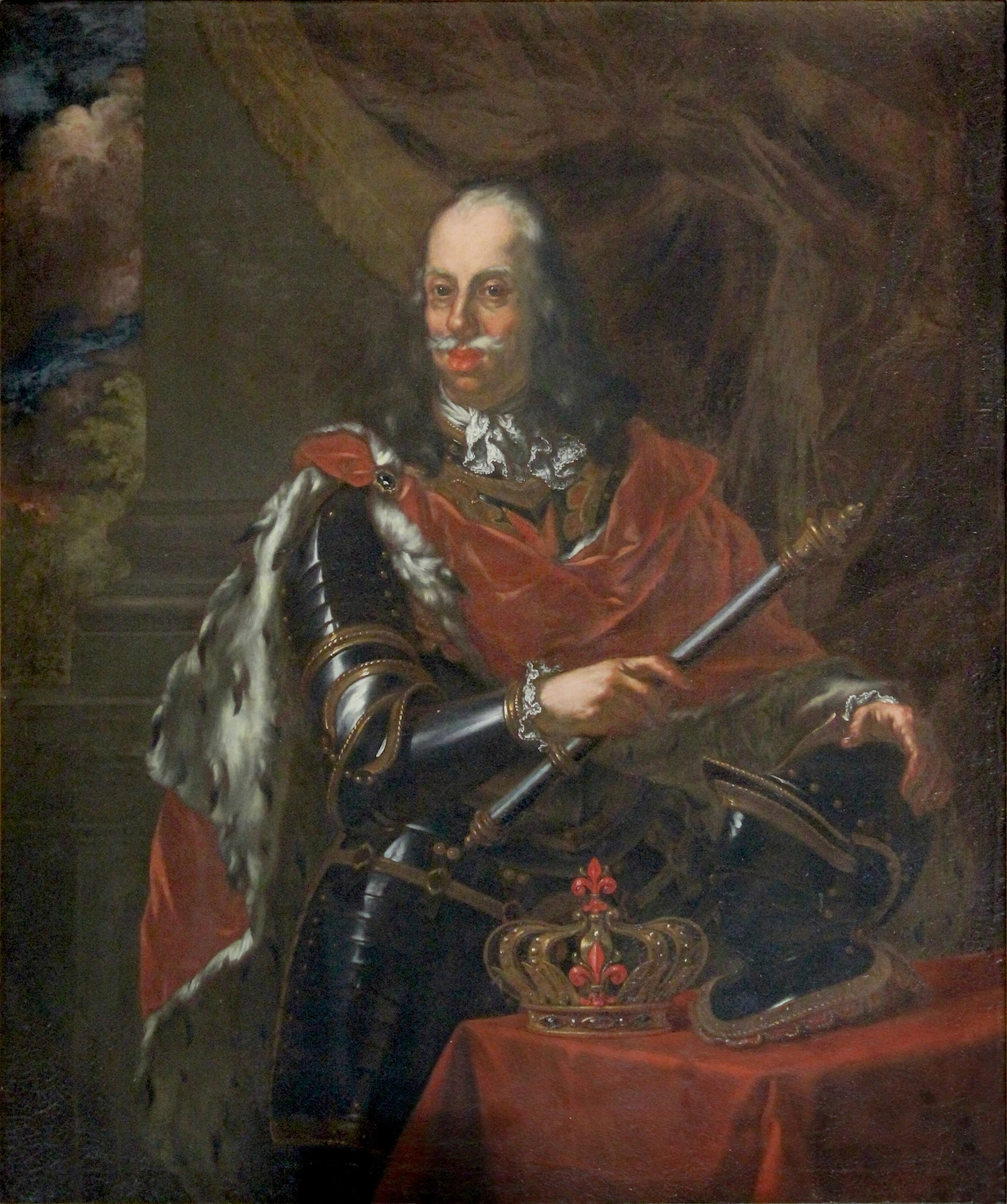
Portrait officiel de Cosme III de Médicis, par Giovanni Gaetana Gabbiani (1622). La couronne fermée se distingue au premier plan

En 1692, Cosme III de Médicis, 6ème grand-duc de Toscane obtient enfin de la part de l'empereur le "traitement royal" qu'il espérait tant. Cela  lui permettait de nombreux privilèges symboliques, notamment le fait de passer de rang d' "altesse sérénissime" à celui d' "altesse royale", mais aussi celui de porter une couronne fermée. Il faudrait pourtant attendre 30 ans avant qu'il ne se fasse représenter officiellement avec cette couronne fermée dans un portrait. La couronne, en or et de forme allongée, était composée d'un cercle agrémenté de 12 arches. Celles-ci se rejoignait au sommet, sur lequel était fixé un grand lys de Florence rouge. Ce symbole était aussi placé sur le devant de la couronne.

## Sources
- Treccani : Cosimo I de' Medici, duca di Firenze, granduca di Toscana

- Philippe MOREL, Florence et la Toscane, XVIe – XIXe siècles : Les dynamiques d'un État italien, Rennes, Presses universitaires de Rennes, 2004 (ISBN 9782753523012, lire en ligne), partie XIX, « Portraits et images du prince à Florence au XVIe siècle »

- Caroline CALLARD, Florence et la Toscane, XVIe – XIXe siècles : Les dynamiques d'un État italien, Rennes, Presses universitaires de Rennes, 2004 (ISBN 9782753523012, lire en ligne), partie XX, « La fabrication de la dynastie médicéenne »